# Drew Fischer

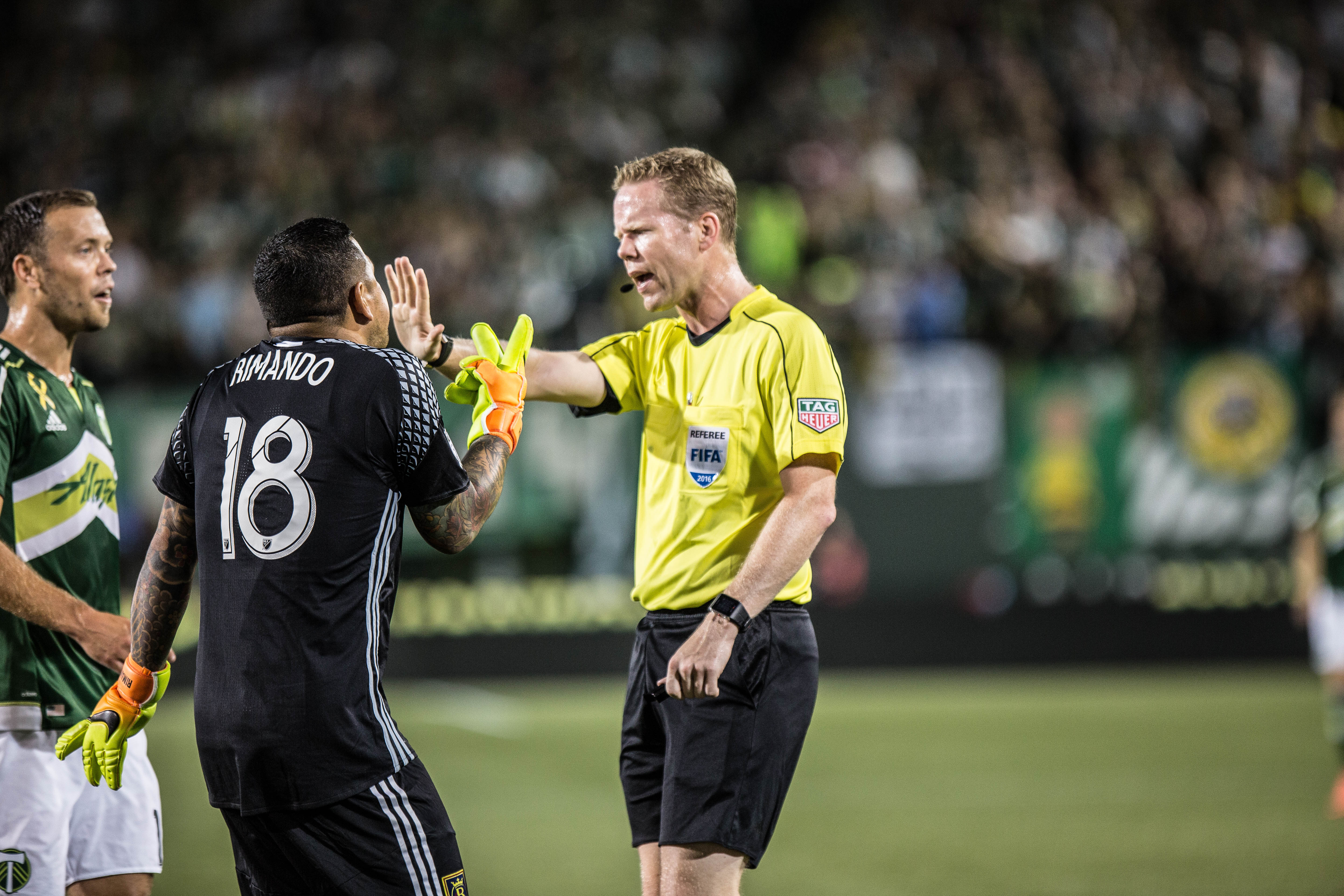
Drew Fischer (2016)

Drew Fischer (* 10. Juli 1980 in Calgary) ist ein kanadischer Fußballschiedsrichter.
Seit 2015 steht er auf der FIFA-Liste und leitet internationale Fußballspiele.
Am 29. Juni 2016 pfiff Fischer das Finale der Canadian Championship 2016 zwischen Vancouver Whitecaps und dem FC Toronto (2:1). Beim CONCACAF Gold Cup 2017 in den Vereinigten Staaten leitete Fischer zwei Partien. Bei der Weltmeisterschaft der Frauen 2019 in Frankreich wurde Fischer als Videoschiedsrichter eingesetzt. Auch bei der FIFA-Klub-Weltmeisterschaft 2020 in Katar und der FIFA-Klub-Weltmeisterschaft 2021 in den Vereinigten Arabischen Emiraten war er als Videoschiedsrichter dabei. Im Mai 2022 wurde Fischer für die Weltmeisterschaft 2022 in Katar als Videoschiedsrichter nominiert. In der gleichen Rolle amtierte er auch bei der Frauen-WM 2023 in Australien und Neuseeland.
Bei Olympia 2024 ist er einer von zwei Schiedsrichtern der CONCACAF beim Fußballturnier der Herren. Begleitet wird er von Lyes Arfa und Michael Barwegen als Assistenten.

## Einsätze bei Olympia 2024
| Phase        |  | Datum         | Spielort | Heimmannschaft | Gastmannschaft | Ergebnis  |
| ------------ |  | ------------- | -------- | -------------- | -------------- | --------- |
| Gruppenphase |  | 27. Juli 2024 | Paris    | Israel         | Paraguay       | 2:4 (0:1) |
| Gruppenphase |  | 30. Juli 2024 | Bordeaux | Spanien        | Ägypten        | 1:2 (0:1) |